# Petrus Carstenius
Petrus Carstenius, född 1646 eller 1647 troligen i Borgå, död 14 maj 1714 i Viborg, var en finländsk präst.
Carstenius var son till Henrik Carstenius. Han blev student vid Åbo akademi 1665, student vid Uppsala universitet från 1668 och från 1672 vid universitetet i Rostock där han 1674 blev filosofie magister. Han förefaller ha varit informator för Claes Fleming, vilket gav honom mäktiga kontakter för framtiden. 1672 blev Carstenius logices och physices lektor vid gymnasiet i Viborg medan han ännu studerade i Rostock, 1673 rektor vid trivialskolan där och från 1675 lektor i hebreiska och grekiska vid gymnasiet. Carstenius var riksdagsman 1675 och utnämndes 1676 till kyrkoherde i Nyenskans. Carstenius blev 1683 domprost och kyrkoherde i Viborg samt förste teologie lektor vid gymnasiet. Han fungerade 1685, 1690, 1696 och 1704 som rektor för gymnasiet i Viborg. Han stod på spänd fot med Petrus Bång under hela dennes tid som biskop och han försökte hindra Carstenius utnämning till domprost. Han råkade snart i konflikt med fler av prästerna i stiftet, och åtalades bland annat för att han i en lysningssedel kallat en skarprättare "kunglig troman" och "manhaftig". han försökte även flera gånger vinna en doktorsgrad, dock utan framgång. 1708 suspenderades han från sin tjänst för att ha förrättat olagliga vigslar, och hade ännu inte trots överklaganden återvunnit sin prästtjänst då han avled.
Carstenius är även känd som författare till skådespelet Thet himmelske consistorium, som 1674 uppfördes av studenter på Viborgs slott och samma år trycktes, men idag endast är känt genom refererat av handlingen.